# 10095 Carlloewe
10095 Carlloewe (tên chỉ định: 1991 RP2) là một tiểu hành tinh vành đai chính. Nó được phát hiện bởi Freimut Börngen và Lutz D. Schmadel ở Đài thiên văn Karl Schwarzschild ở Đức ngày 9 tháng 9 năm 1991.